# Ciklopfalazás

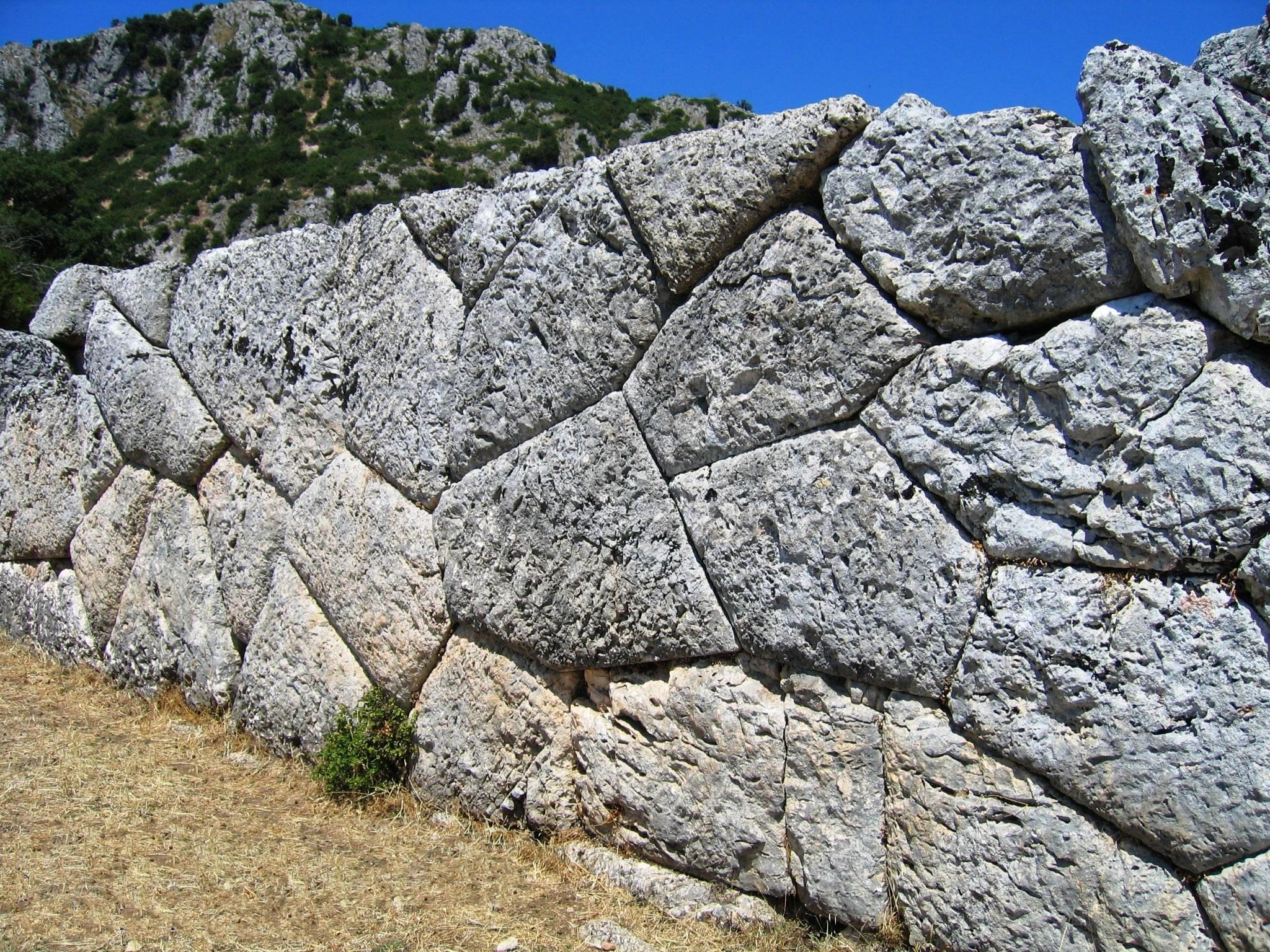
Az epiruszi Kasszópé városának ciklopfala

A ciklopfalazás vagy küklópszfalazás az ókor óta ismert falazási technika, amelynek lényege, hogy a rendkívül nagy méretű, valamelyest lenagyolt kőtömböket kötőanyag nélkül illesztik egymáshoz. Az ilyen falat jellemzően öt- vagy hatszög alakú kőtömbökből rakták fel, így az építőelemek ritkán rétegesek, a közöttük lévő hézagok sem függőlegesek vagy vízszintesek. Az i. e. 2. évezredben jelent meg az Égei-tenger európai és kis-ázsiai partvidékén, és miután a ciklopfalak vastagsága akár a 6–8 métert is elérhette, terjedt el mint várak, erődítések alapvető falazási technikája. Legszebb példái Mükénéből és Tirünszből ismertek. Később a kisebb építőkövekből, de továbbra is kötőanyag nélkül felhúzott, nem réteges falazási eljárásra is a ciklopfalazás kifejezést használták. Nagy falvastagságigényű épületelemekhez, lábazatokhoz, támfalakhoz, kerítésfalakhoz ma is alkalmazzák.
A technika és az így épült fal írásmódja változatos: ciklopfal, ciklopszfal, ciklopikus fal, kiklopszfal, küklópszfal. Nevét a görög mitológia egyszemű óriásairól, a küklópszokról kapta, a legendák ugyanis nekik tulajdonították a hatalmas kövekkel való falazási eljárást.